# CeCe Rogers
CeCe Rogers, também conhecido como Ce Ce Rogers (nascido Kenneth Jesse Rogers III, Cleveland, 30 de abril de 1969) é um cantor, músico e produtor musical americano.
Recebeu o apelido de 'CeCe' do cantor James Brown, que viu uma performance sua aos 11 anos de idade, imitando Chubby Checker, e o adotou para evitar qualquer confusão com o cantor de música country Kenny Rogers. CeCe fez uma carreira de sucesso na house music; em 1987 gravou a faixa "Someday", em colaboração com Marshall Jefferson, que também é seu co-autor. Até hoje a canção é um sucesso no gênero, tendo recebido o terceiro lugar nos "100 Maiores Singles de Todos os Tempos" feita pela revista MixMags.
Contratado originalmente pela Atlantic Records, CeCe Rogers gravou diversos clássicos dançantes do fim dos 1980 e início de 1990, e dois álbuns pela gravadora. Atualmente tem contrato com a USB Records, sediada em Nova Jérsei - empresa da qual é co-proprietário, juntamente com seu parceiro, Jefferson. Em 2007 gravou uma nova versão de seu clássico "Someday".

## Discografia
- Ce Ce Rogers (Atlantic 82021, 1989)
- Never Give Up (Atlantic 82286, 1991)